# Concert allegro
Het Concert allegro opus 46 is een compositie van Edward Elgar. Het schreef het naar aanleiding van herhaalde verzoeken van de toen gevierde pianiste Fanny Davies.

## Geschiedenis
Elgar was een zoon van een pianostemmer. Hij zat gedurende zijn jeugd vaak te improviseren achter de piano. Gedurende zijn componistenleven moest de Brit echter weinig hebben van de piano. Hij vond het maar een matig muziekinstrument. De sterpianiste Davies kostte het dan ook veel moeite om toch een pianostuk voor haar te schrijven. Naast zijn afkeer van de piano als instrument om voor te componeren, was Elgar ook al betrokken bij de organisatie van zijn oratorium The Dream of Gerontius en Düsseldorf, dus erg veel tijd maakte hij er niet voor vrij. Davies had haar zinnen gezet op wellicht een pianoconcert voor haar, maar zover kwam het niet. Elgar kwam met een solowerk voor piano. Davies speelde het op 2 december 1901 in een solorecital getiteld “Purcell to Elgar”. De weinige inspiratie bij Elgar was direct terug te vinden in de kritieken. Men vond het werk maar zeer matig. Zij gaven niet alleen de componist de schuld, zij vonden ook de uitvoering door Davies ongeïnspireerd. Het werk dat in de boeken zou komen onder opus nr. 41 werd door de componist teruggetrokken. Hij zou het op aanwijzing van de pianiste reviseren. Davies speelde ondertussen het werk wel tijdens andere concerten. Dat reviseren ging niet snel, mede omdat zijn vaste muziekuitgeverijen de bui ook al zagen hangen. Tijdens het reviseren bleef het werk in manuscriptvorm, delen werden weggekrast en bij andere fragmenten noteerde hij al "piano en orkest". Het was kennelijk ook zijn bedoeling het om te zetten in een pianoconcert. Elgar kwam er niet uit en gaf het manuscript uiteindelijk in 1942 aan dirigent Anthony Bernard om het verder te orkestreren. Dat bleef echter op de plank liggen en de compositie verdween uit zicht. Het kwam pas weer boven water toen Bernard kwam te overlijden; het was toen 1968.
Vlak daarna verscheen het Concert allegro ook weer op de podia. De pianisten John Ogdon en Diana McVeigh maakten het manuscript gereed voor uitvoering en op 2 februari 1969 lag het weer op de lessenaar voor een uitvoering. Ogdon speelde het een aantal keer en ook andere pianisten waagden zich aan het stuk. Populair werd het nooit. Van sommige werken van Elgar is er een grote discografie aanwezig, dat valt voor dit werk tegen. In 2014 zijn slechts een handvol uitvoeringen (als nieuw) bekend. Daaronder bevindt zich ook een versie voor piano en orkest, een arrangement van de pianist Iain Farrington uit 2007, dat in 2010 op de plaat werd vastgelegd. Maar daar bleef het vooralsnog bij.
Door de uitstel van publicatie kreeg het uiteindelijk opusnummer 46. Opus 41 werd gegeven aan Twee liederen op tekst van A.C. Benson. Dat werk is net zo onbekend, maar in 2014 had het een uitgebreidere discografie dan het Concert allegro.
Edward Elgar begon in 1913 aan een echt Pianoconcert, maar ook dat bleef onvoltooid. Het zou postuum opus 90 krijgen.